# Новинки (усадьба)
Новинки — усадьба, расположенная в деревне Новинки-Бегичево Серпуховского района Московской области.
В состав усадебного ансамбля входили парк, каретный сарай (амбар), скотный двор, конюшня и фундаменты утраченных (сгоревших) флигеля и главного дома. В настоящее время усадьба находится в руинах, сохранились остатки липового парка с прудами.

## История
Двухэтажный главный дом был основан в первой половине XIX века.
В 1865 году имение в Новинках купил штабс-капитан Николай Михайлович Куртянов. В 1874 году село Новинки (Новобогородское), второго стана Серпуховского уезда, перешло во владение купцу Василию Ивановичу Можарову. Всего в нём находилось 18 домов, 57 рабочих. 
В 1931 году усадьба была национализирована. После Великой Отечественной войны в главном доме располагался дом инвалидов и престарелых. В 1965—1972-х годах здание было отдано под детский дом. После 1972 года главное здание усадьбы вновь передали под размещение дома инвалидов.
После 1990-х годов здание было заброшено и пришло в запустение. В начале 2000-х годов здание разрушилось, а спустя десятилетие оно было полностью уничтожено. В настоящее время сохранились только Казанская церковь и фрагменты регулярного и пейзажного парка.

## Описание
Территория усадебного комплекса характеризуется достаточно низкой сохранностью: из усадебных построек лучше всего сохранилась Церковь Казанской иконы Божией Матери, которая до сих пор является градостроительной доминантой района. Казанская церковь деревни расположена западнее главного дома, разрушенного в 2010-е годы и является единственным сохранившимся храмом XVIII века Серпухова и его окрестностей. К основному объёму примыкают трапезная, южный придел и трёхъярусная шатровая колокольня. В декоративном убранстве храма — рустованные лопатки, обрамлённые окна, филёнки, украшающие основание колокольни, вдохновлённые стилем барокко.
Усадебный комплекс, состоявший из регулярной и пейзажной частей, находится в неудовлетворительном состоянии: местами сохранились обваловки и парковые насаждения регулярной части. Часть ландшафта, созданная вокруг копаных прудов, также утратила многие исторические черты, прежде всего пространственно-планировочную структуру, выражавшуюся «в гармоничном соотношении открытых и закрытых площадей, акцентированными улицами и невысокими корзинками, спусками к живописным прудам». В настоящее время пруды заброшены и частично заболочены, но плотина между ними и дамба, отделяющая их от русла реки Речмы, сохранились.